# Cycnia niveola
Cycnia niveola är en fjärilsart som beskrevs av Embrik Strand 1919. Cycnia niveola ingår i släktet Cycnia och familjen björnspinnare. Inga underarter finns listade i Catalogue of Life.